# Dambořický les
Dambořický les este o arie protejată (sit de importanță comunitară — SCI) din Republica Cehă întinsă pe o suprafață de 1.031,28 ha, integral pe uscat.

## Localizare
Centrul sitului Dambořický les este situat la coordonatele 48°56′37″N 16°55′25″E / 48.943611°N 16.923611°E.

## Înființare
Situl Dambořický les a fost declarat sit de importanță comunitară în mai 2016 pentru a proteja un număr necunoscut de specii din flora spontană și fauna sălbatică aflate în arealul zonei.

## Biodiversitate
Situată în ecoregiunea continentală, aria protejată conține 1 habitat natural: Păduri panonice cu Quercus petraea și Carpinus betulus.
La baza desemnării sitului se află un număr nedeclarat de specii protejate.